# Joodse begraafplaats (Kortenhoef)
De Joodse begraafplaats van de kille van 's Graveland ligt net buiten de bebouwde kom, langs de Koninginneweg in Kortenhoef. De begraafplaats was in gebruik tussen 1859 en 1940. De Joodse gemeente van 's Graveland was het gevolg van een conflict binnen de Joodse gemeente van Hilversum. 's Graveland ging daarom van 1859 tot 1906 zijn eigen gang.
Op de begraafplaats zijn 13 "grafstenen" bewaard gebleven. Dat wil zeggen: tien graven worden gemarkeerd door een steen en drie door een bordje. De begraafplaats werd in 1951 overgedragen aan het Nederlands-Israëlitisch Kerkgenootschap. De grafstenen zijn geïnventariseerd in het Stenen Archief.

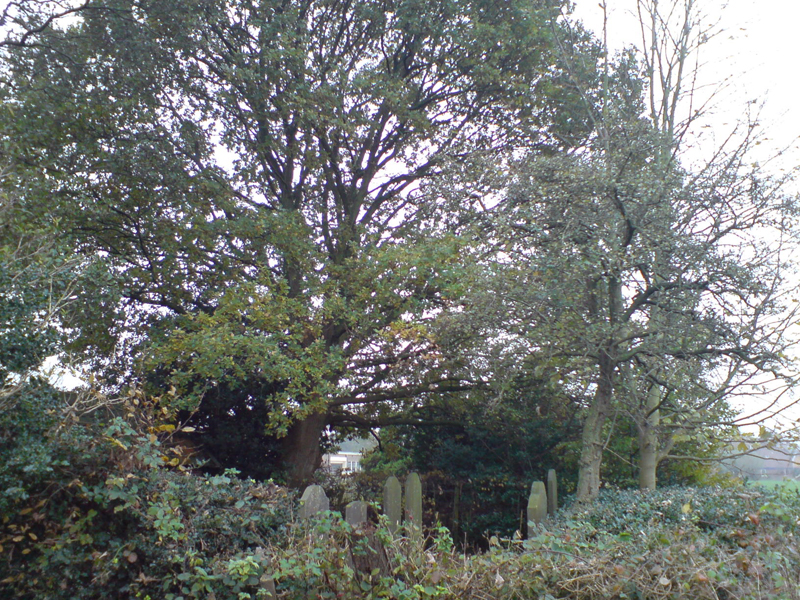
Blik op de Joodse begraafplaats in Kortenhoef.
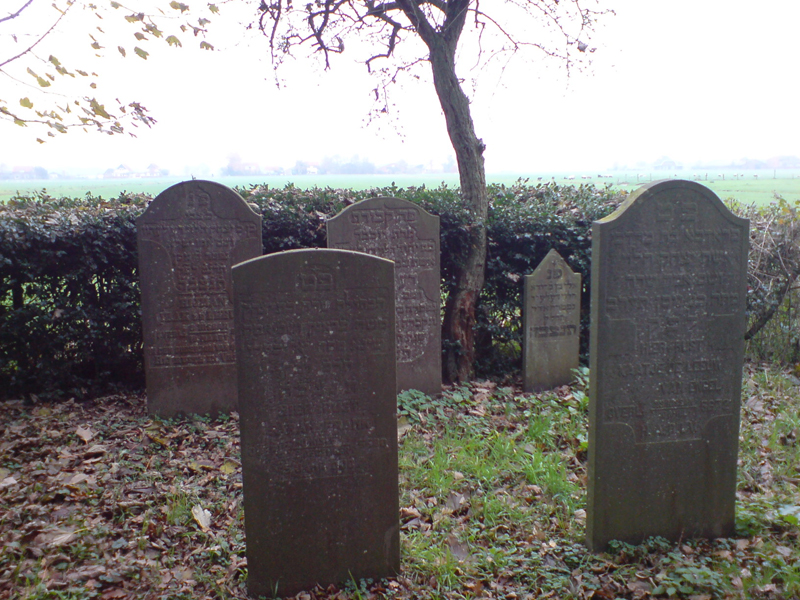
Grafstenen op de Joodse begraafplaats in Kortenhoef.
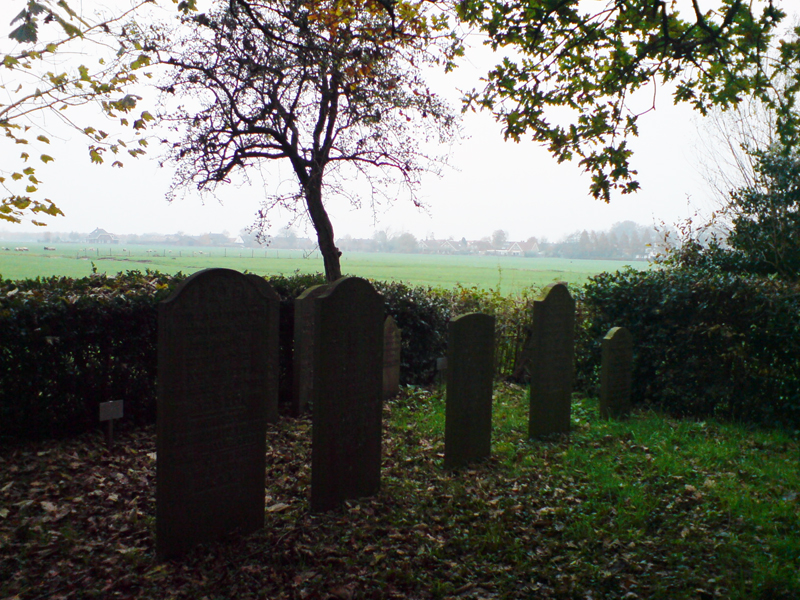
Grafstenen op de Joodse begraafplaats in Kortenhoef.
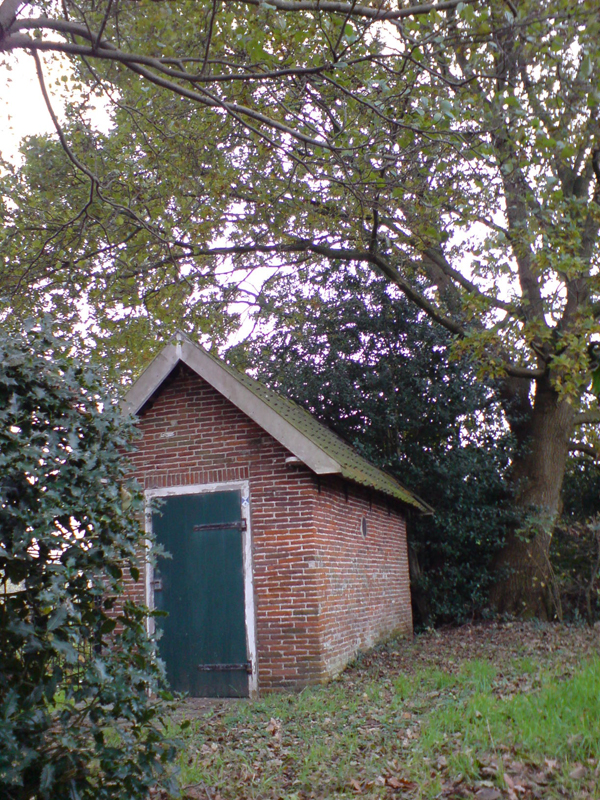
Bet tohorah (metaheerhuis of lijkenhuis) op de Joodse begraafplaats in Kortenhoef.